# Équipe du Mozambique de football
Cet article traite de l'équipe masculine. Pour l'équipe féminine, voir Équipe du Mozambique de football féminin.
Maillots
Actualités
L'équipe du Mozambique de football est constituée par une sélection des meilleurs joueurs mozambicains sous l'égide de la Fédération du Mozambique de football.

## Classement FIFA
| Année              | 1993 | 1994 | 1995 | 1996 | 1997 | 1998 | 1999 | 2000 | 2001 | 2002 | 2003 | 2004 | 2005 | 2006 | 2007 | 2008 | 2009 | 2010 | 2011 | 2012 | 2013 | 2014 | 2015 | 2016 | 2017 | 2018 |
| ------------------ | ---- | ---- | ---- | ---- | ---- | ---- | ---- | ---- | ---- | ---- | ---- | ---- | ---- | ---- | ---- | ---- | ---- | ---- | ---- | ---- | ---- | ---- | ---- | ---- | ---- | ---- |
| Classement mondial | 104  | 94   | 76   | 85   | 67   | 80   | 101  | 112  | 128  | 125  | 127  | 126  | 130  | 128  | 75   | 95   | 72   | 96   | 105  | 112  | 118  | 98   | 111  | 107  | 110  | 117  |

## Palmarès

### Parcours enCoupe du monde
| Année | Position     |      | Année         | Position |                        | Année | Position |
| 1930  | Non inscrite | 1974 | Non inscrite  | 2010     | Non qualifiée          |       |          |
| 1934  | Non inscrite | 1978 | Non inscrite  | 2014     | Non qualifiée          |       |          |
| 1938  | Non inscrite | 1982 | Non qualifiée | 2018     | Non qualifiée          |       |          |
| 1950  | Non inscrite | 1986 | Non inscrite  | 2022     | Non qualifiée          |       |          |
| 1954  | Non inscrite | 1990 | Non inscrite  | 2026     | Éliminatoires en cours |       |          |
| 1958  | Non inscrite | 1994 | Non qualifiée | 2030     | À venir                |       |          |
| 1962  | Non inscrite | 1998 | Non qualifiée | 2034     | À venir                |       |          |
| 1966  | Non inscrite | 2002 | Non qualifiée |          |                        |       |          |
| 1970  | Non inscrite | 2006 | Non qualifiée |          |                        |       |          |

### Parcours enCoupe d'Afrique
| Année | Position     |      | Année             | Position |                   | Année | Position |
| 1957  | Non inscrite | 1982 | Tour préliminaire | 2006     | Tour préliminaire |       |          |
| 1959  | Non inscrite | 1984 | Tour préliminaire | 2008     | Tour préliminaire |       |          |
| 1962  | Non inscrite | 1986 | 1er tour          | 2010     | 1er tour          |       |          |
| 1963  | Non inscrite | 1988 | Tour préliminaire | 2012     | Tour préliminaire |       |          |
| 1965  | Non inscrite | 1990 | Tour préliminaire | 2013     | Tour préliminaire |       |          |
| 1968  | Non inscrite | 1992 | Tour préliminaire | 2015     | Tour préliminaire |       |          |
| 1970  | Non inscrite | 1994 | Tour préliminaire | 2017     | Tour préliminaire |       |          |
| 1972  | Non inscrite | 1996 | 1er tour          | 2019     | Tour préliminaire |       |          |
| 1974  | Non inscrite | 1998 | 1er tour          | 2021     | Tour préliminaire |       |          |
| 1976  | Non inscrite | 2000 | Tour préliminaire | 2023     | 1er tour          |       |          |
| 1978  | Non inscrite | 2002 | Tour préliminaire | 2025     | À venir           |       |          |
| 1980  | Non inscrite | 2004 | Tour préliminaire | 2027     | À venir           |       |          |

### Autres compétitions
- Finaliste de la Coupe COSAFA en 2008 et 2015

## Personnalités
| Rang | Joueur              | Carrière  | Sélections |
| ---- | ------------------- | --------- | ---------- |
| 1    | Dominguês           | 2004-     | 111        |
| 2    | Tico-Tico           | 1992-2010 | 94         |
| 3    | Miro                | 2004-2015 | 84         |
| 4    | Sérgio Faife        | 1992-2008 | 67         |
| 5    | João Rafael Kapango | 1996-2012 | 66         |
| 5    | Nana                | 1988-1999 | 66         |
| 7    | Mexer               | 2007-     | 64         |
| 8    | Zainadine Junior    | 2008-     | 63         |
| 9    | Momed Hagy          | 2005-2015 | 62         |
| 10   | Telinho             | 2011-     | 61         |

| Rang | Joueur          | Carrière  | Buts |
| ---- | --------------- | --------- | ---- |
| 1    | Tico-Tico       | 1992-2010 | 30   |
| 2    | Dário Monteiro  | 1996-2011 | 16   |
| 2    | Dominguês       | 2004-     | 16   |
| 4    | Chiquinho Conde | 1986-2001 | 12   |
| 5    | Gil Guiamba     | 1980-1983 | 11   |
| 6    | Arnaldo Ouana   | 1987-1999 | 10   |
| 7    | Clésio Bauque   | 2011-     | 9    |
| 8    | Luís Miquissone | 2015-     | 8    |
| 8    | Miro            | 2004-2015 | 8    |
| 10   | Jossias Macamo  | 1996-2005 | 7    |

## Liste des sélectionneurs
- Viktor Bondarenko : 1993-95
- Caçador : 1996
- Salvado : 1996-1998
- Euroflim da Graça : 1999
- Arnaldo Salvado : 1999-2000
- Augusto Matine : 2001-2002
- Viktor Bondarenko : 2003
- Ayman El Yamani : 2004
- Artur Semedo : 2005-2008
- Mart Nooij : 2008-2011
- Gert Engels : 2011-2013
- João Chissano : 2013-2015[4]
- Helder Muianga : 2015 (juin-novembre)
- Boris Pučić : novembre 2015-janvier 2016[5]
- Abel Xavier : jan. 2016[6]-juil. 2019
- A déterminer
- Horácio Gonçalves : avr. 2021 - oct. 2021
- Chiquinho Conde : depuis oct. 2021